# Scyliorhinus retifer
Scyliorhinus retifer е вид акула от семейство Scyliorhinidae. Видът не е застрашен от изчезване.

## Разпространение и местообитание
Разпространен е в Барбадос, Белиз, Гватемала, Мексико (Веракрус, Кампече, Кинтана Ро, Табаско, Тамаулипас и Юкатан), Никарагуа, САЩ (Алабама, Вашингтон, Вирджиния, Делауеър, Джорджия, Кънектикът, Луизиана, Масачузетс, Мериленд, Мисисипи, Ню Джърси, Ню Йорк, Род Айлънд, Северна Каролина, Тексас, Флорида и Южна Каролина), Хондурас и Ямайка.
Обитава крайбрежията на океани, морета и заливи в райони с тропически, умерен и субтропичен климат. Среща се на дълбочина от 11 до 712 m, при температура на водата от 6,1 до 20,8 °C и соленост 34,1 – 36,4 ‰.

## Описание
На дължина достигат до 47 cm.
Популацията на вида е нарастваща.